# Hemet
Hemet är en stad i Riverside County i den amerikanska delstaten Kalifornien med en yta av 44,5 km² och en folkmängd, som uppgår till 75 163 invånare (2008). Hemet grundades 1887 och fick stadsrättigheter år 1910.